# Oum El Guerdane
Oum El Guerdane  (in arabo أم الكردان‎?) è un centro abitato e comune rurale del Marocco situato nella provincia di Tata, regione di Souss-Massa. Conta una popolazione di 3 370 abitanti (censimento 2014).